# زنبق وارطانی
زنبق وارطانی (نام علمی: Iris vartanii) نام یک گونه از سرده زنبق است.
این گل به نام گالوست وارطان، پزشک ارمنی اهل ناصره نام‌گذاری شده است.